# Hans Apel
Hans Apel (n. 25 februarie 1932, Hamburg, Republica de la Weimar – d. 6 septembrie 2011, Hamburg, Germania) a fost un om politic german, membru al Parlamentului European (între 1965 și 1970) și al Bundestagului (între 1965 și 1990). Apel a fost ministru federal al finanțelor din 1974 până în 1978 și ministru federal al apărării din 1978 până în 1982.